# Spas Delew
Spas Borislawow Delew (bulgarisch Спас Бориславов Делев; engl. Transkription Spas Delev; * 22. September 1989 in Kljutsch, Oblast Blagoewgrad) ist ein bulgarischer Fußballspieler.

## Karriere

### Verein
Delew begann seine Karriere in der Jugendmannschaft von ZSKA Sofia. 2008 spielte er für eine Herbstsaison beim FC Bansko in der dritthöchsten bulgarischen Spielklasse. Nachdem er in 14 Spielen acht Tore erzielt hatte, wechselte er zu Pirin Blagoewgrad in die A Grupa. Sein Debüt gab er am 8. März 2009 gegen Tscherno More Warna. Der Stürmer erhielt eine gelbe Karte und wurde in der 80. Minute ausgewechselt. Das Spiel in Warna wurde 0:1 verloren. Pirin wurde Zehnter der Liga. Im Sommer 2009 wechselte er zu ZSKA Sofia, wo er sein Debüt auf europäischer Klubebene gab.
Im Spiel gegen Dynamo Moskau zu den Play-offs zur Europa-League-Qualifikation am 20. August 2009 wurde er in der 58. Minute eingewechselt. Das Spiel endete 0:0. ZSKA wurde am Ende der Meisterschaft Vizemeister.
Seinen ersten Pokal mit ZSKA Sofia gewann er am 25. Mai 2011, wo er der Torschütze zum 1:0 war.
Zur Saison 2011/12 wechselte er in die türkische Süper Lig zum südanatonischen Vertreter Mersin İdman Yurdu. Bereits nach einer Spielzeit löste er sein Vertrag nach gegenseitigem Einvernehmen auf und verließ den Verein. Delew war ein halbes Jahr ohne Engagement. Anfang 2013 nahm ihn ZSKA Sofia unter Vertrag. Im Sommer 2013 wechselte er zu UD Las Palmas in die spanische Segunda División. Schon im Februar 2014 kehrte er nach Bulgarien zurück, wo er bei Lokomotive Plowdiw anheuerte.

### Nationalmannschaft
Am 26. März 2011 debütierte Delew für die bulgarische Nationalmannschaft im EM-Qualifikationsspiel gegen die Schweiz (0:0).

## Erfolge
- Bulgarischer Meister: 2022, 2023
- Bulgarischer Pokalsieger: 2011